# Піт Павлов
Пі́т Па́влов (Піт Паўлаў) — білоруський музикант. Гітарист гуртів "N.R.M.", "GARADzKIJA" та "Pit Pawlaw". Крім того, засновник груп "Pete-Paff" та "PAPARAĆ". Колишній учасник етно-формації "KRIWI".

## Біографія
Народився в сім'ї військового лікаря та медичної сестри. Дитинство провів у Німеччині, де батьки служили у складі Групи радянських військ у Німеччині, навчався у школі, займався спортом — плаванням, греко-римською боротьбою. Закінчив МРТІ. Служив у повітряно-десантних військах ЗС СРСР.
З 1994 року — гітарист гурту "N.R.M.", після виходу з колективу Лявона Вольського — вокаліст гурту. Засновник і лідер гуртів "GARADzKIJA" і "Pete-Paff". У 1999—2005 роках — учасник гурту "KRIWI". Творець і керівник ініціативи "Жывы Гук On-line". Виступає з гуртом "Pit Pawlaw".
Активно брав участь у протестах 2020 року в Білорусі. Грав перед страйкарями на фабриках і під час маршів. Був одним із творців ініціативи "Дваравыя канцэрты". Виступав понад сто разів у мінських дворах. Грав разом із гуртом і сольно багато благодійних інтернет-концертів на підтримку політичних в'язнів.
На своєму YouTube-каналі почав вести програму "Як граць гэтую песню", щоб підтримати музикантів і навчити людей грати пісні протесту.
На своєму YouTube-каналі почав вести цикл програм PAMIEŽŽA.
У 2022 році переїхав до Варшави.
Виступав з концертами разом із гуртами та сольно в Кілі (Німеччина), Стокгольмі (Швеція), Таллінні (Естонія), Ризі (Латвія), Вільнюсі (Литва), Тбілісі, Батумі (Грузія), Копенгагені (Данія), Гаазі (Нідерланди), Лімасолі (Кіпр).
У 2022 році випустив альбом "Pit Pawlaw — Zbroja. Zołata. Kabiety (Зброя. Золото. Жінки).

## Творчість
- Студентський гурт "Испорченный понедельник" на базі Мінського технологічного інституту (1983—1985)
- У війську — творець і керівник ВІА "Голубые береты" (1985—1987, але не однойменний теперішній гурт)
- Гітарист рок-гурту "Poltergeist" (1990—1992)
- Гітарист гурту "Мроя" (1993—1994)
- Гітарист гурту "N.R.M." (з 1994)
- Гітарист і вокаліст гурту "N.R.M." (з 2007)
- Гітара, домра, мандоліна — гурт "KRIWI" (1999—2005)
- Створення гурту "GARADzKIJA"[be] (з 2003)
- Створення гурту "Pete-Paff" (з 2003)

## Участь у проєктах
- "Narodny Albom"[be]
- "Сьвяты вечар 2000"[be]
- "Я нарадзіўся тут"[be]
- "Вольныя танцы: слухай сваё"[be] (1999)
- "Вольныя танцы: альтэрнатыва_by"[be] (2001)
- "Personal Depeche"[be] (2003)
- "Viza Незалежнай Рэспублікі Мроя" (2003)

## Дискографія
- N.R.M. — ŁaŁaŁaŁa (1995)
- N.R.M. — Одзірыдзідзіна (1996)
- N.R.M. — Пашпарт Грамадзяніна N.R.M. (1998)
- N.R.M. — Тры Чарапахі (2020)
- N.R.M. — Дом Культуры (2002)
- N.R.M. — 06 (2007)
- N.R.M. — Д. П. Б. Ч.[be] (2013)
- Народны Альбом[be] (1997)
- Сьвяты Вечар[be] (1999)
- Я нарадзіўся тут[be] (2000)
- Personal Depeche[be] (2003)
- KRIWI За туманам… (1998)
- KRIWI Людзям Live (1999)
- KRIWI Minsk-Berlin (2002)
- PAPARAĆ Pete-Paff - Pahłybleńnie (2003)
- Pit Pawlaw[be] — GARADzKIJA[be] (2003)
- Pit Pawlaw — Zbroja. Zołata. Kabiety. (2022)